# ديف ريجيس
ديف ريجيس (بالإنجليزية: Dave Regis)‏ هو لاعب كرة قدم بريطاني في مركز الهجوم، ولد في 3 مارس 1964 في بادنغتون في المملكة المتحدة. لعب مع برمنغهام سيتي وستوك سيتي وسكونثورب يونايتد ونادي بارنت ونادي بارنسلي ونادي بليموث أرجايل ونادي بورنموث ونادي بيتربورو يونايتد ونادي ساوثيند يونايتد ونادي فيشر أثليتيك ونادي ليتون أورينت ونادي لينكولن سيتي ونوتس كاونتي.

## وصلات خارجية
- ديف ريجيس على موقع قاعدة بيانات كرة القدم.إي يو (الإنجليزية)
- ديف ريجيس على موقع Soccerbase.com (لاعب) (الإنجليزية)
- ديف ريجيس على موقع عالم كرة القدم.نت (الإنجليزية)